# IAFA DV8 Development League 2011
La IAFA DV8 Development League 2011 è stata la 4ª edizione del campionato irlandese di football a 8, organizzato dalla IAFL.

## Squadre partecipanti
| Club                     | Città         | Stadio | Sponsor ufficiale | Risultato nella stagione 2010 |
| ------------------------ | ------------- | ------ | ----------------- | ----------------------------- |
| Carrickfergus Knights II | Carrickfergus |        |                   |                               |
| Craigavon Cowboys II     | Portadown     |        |                   |                               |
| Drogheda Lightning       | Drogheda      |        |                   |                               |
| Dublin Dragons II        | Dublino       |        |                   |                               |
| Trim Bulldogs            | Trim          |        |                   |                               |
| Tullamore Phoenix        | Tullamore     |        |                   |                               |

## Stagione regolare

### Calendario

#### 1ª giornata
| 8 maggio 2011 | Tullamore Phoenix | 49 – 0 | Trim Bulldogs |  |

#### 2ª giornata
| 15 maggio 2011 | Trim Bulldogs | 6 – 34 | Drogheda Lightning |  |

#### 3ª giornata
| 29 maggio 2011 | Tullamore Phoenix | 30 – 0 (a tavolino) | Drogheda Lightning |  |

#### 4ª giornata
| 3 luglio 2011 | Trim Bulldogs | 0 – 27 | Tullamore Phoenix |  |

#### 5ª giornata
| 10 luglio 2011 | Drogheda Lightning | 40 – 0 | Trim Bulldogs |  |

#### 6ª giornata
| 24 luglio 2011 | Trim Bulldogs | 0 – 51 | Dublin Dragons II |  |

| 24 luglio 2011 | Drogheda Lightning | 6 – 31 | Tullamore Phoenix |  |

#### 7ª giornata
| 1º agosto 2011 | Tullamore Phoenix | 26 – 12 | Dublin Dragons II |  |

#### 8ª giornata
| 14 agosto 2011 | Carrickfergus Knights II | 25 – 6 | Drogheda Lightning |  |

| 14 agosto 2011 | Craigavon Cowboys II | 20 – 12 | Dublin Dragons II |  |

#### 9ª giornata
| 21 agosto 2011 | Carrickfergus Knights II | 18 – 0 | Tullamore Phoenix |  |

| 21 agosto 2011 | Craigavon Cowboys II | 44 – 0 | Trim Bulldogs |  |

### Classifica
La classifica della regular season è la seguente.
- PCT = percentuale di vittorie, G = partite giocate, V = partite vinte,  P = partite perse, PF = punti fatti, PS = punti subiti

| Pos. | Squadra                  | PCT   | G | V | N | P | PF  | PS  |
| ---- | ------------------------ | ----- | - | - | - | - | --- | --- |
| 1    | Tullamore Phoenix        | .833  | 6 | 5 | 0 | 1 | 163 | 36  |
| 2    | Drogheda Lightning       | .400  | 5 | 2 | 0 | 3 | 86  | 92  |
| 3    | Carrickfergus Knights II | 1.000 | 2 | 2 | 0 | 0 | 43  | 6   |
| 4    | Craigavon Cowboys II     | 1.000 | 2 | 2 | 0 | 0 | 64  | 12  |
| 5    | Dublin Dragons II        | .333  | 3 | 1 | 0 | 2 | 69  | 51  |
| 6    | Trim Bulldogs            | .000  | 6 | 0 | 0 | 6 | 6   | 245 |

## Verdetti
- Tullamore Phoenix Campioni della IAFA DV8 Development League 2011